# Giancarlo Minardi

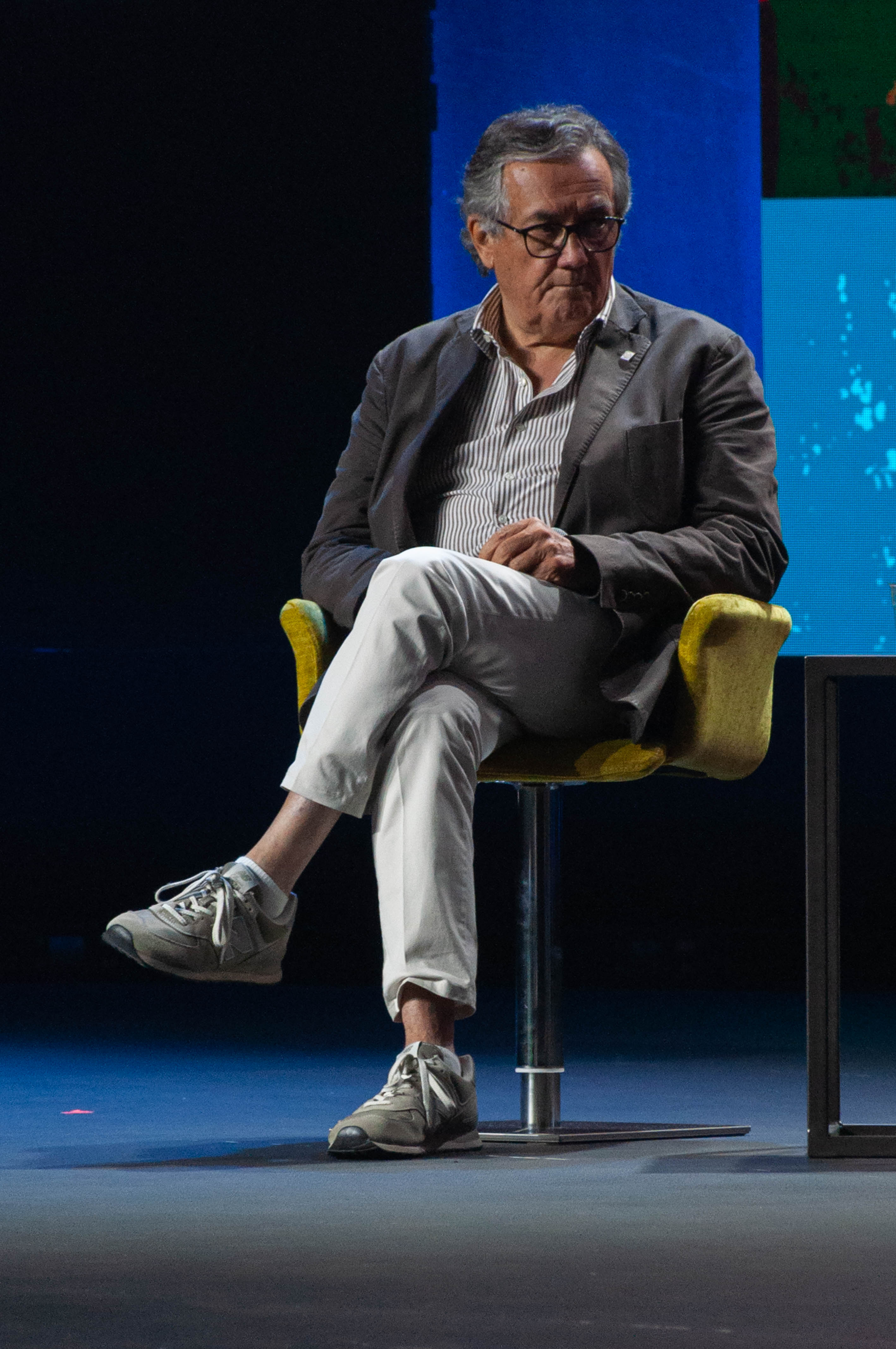
Giancarlo Minardi (2022)

Giancarlo Minardi (* 18. September 1947 in Faenza) ist der Gründer des nach ihm benannten italienischen Formel-1-Teams Minardi.

## Leben
Seine Familie betrieb von 1927 bis 1999 ein Fiat-Autohaus. Bereits sein Vater Giovanni war schon 1948 mit selbst gebauten Rennwagen im Motorsport aktiv. Nach einer kurzen Karriere als Fahrer bei Bergrennen, Rallyes und der Teilnahme an Oldtimer-Rallyes hängte der junge Minardi seinen Helm an den Nagel, um das romagnolische Team "Scuderia del Passatore" zu übernehmen, das von 1972 bis 1974 in den kleineren Formeln aktiv war. In der Formel Italia, konnte man 1973 mit dem Fahrer Giancarlo Martini den italienischen Meistertitel gewinnen.
Von 1985 bis 2005 startete Minardis Team in der Formel 1. In dieser Zeit entdeckte er Giancarlo Fisichella, Jarno Trulli und Fernando Alonso. Vor dem Beginn der Formel-1-Weltmeisterschaft 2001 verkaufte Minardi sein Team an den Australier Paul Stoddart.
2021 wurde er Präsident der Rennstrecke von Imola.
Im Jahr 2022 wurde er Präsident der FIA-Kommission für einsitzige Fahrzeuge als Nachfolger von Bob Fernley.

## Privates
Giancarlo wohnt derzeit in Faenza, Italien. Er ist mit seiner Frau Mara verheiratet und hat einen Sohn, der nach seinem Vater Giovanni benannt ist. Er hat zwei Brüder: Giuseppe und Nando. Giancarlo war für einige Zeit der Vorsitzende des Fußballvereins Faenza Calcio.
Im Jahr 2010 kandidierte er für das Amt des Bürgermeisters von Faenza.